# 山口梨沙
山口 梨沙（やまぐち りさ、1979年8月8日 - ）は、元お菓子系グラビアアイドル。

## 略歴
東京都生まれ。身長160センチ。スリーサイズはB84/W59/H86でCカップ。血液型B。趣味はテレビゲームで特に「ストリートファイターII」が好き。バドミントン経験者。好きな食べ物は焼肉とアロエヨーグルト。
ディズニーランドのダンサーを目指し、「BOMB SPECIAL」の1995年12月号に登場。1997年、ブルセラ雑誌「セーラーメイト」にセーラー服、ビキニ、ブルマー等の衣装で登場し、一気に同誌におけるトップアイドルとなった。「めざましテレビ」にも継続的に出演していた。
「セーラーメイト」の97年11月号の撮影の際は、自らの18歳の誕生日であった。
1998年初旬、「セーラーメイト」以外のグラビア活動が皆無に近かったため同誌の廃刊に伴い、グラビアから完全に姿を消した。
大のディズニーランド好きで、のちに米フロリダのディズニーランドも訪れている。